# Williamsoniella
Williamsoniella — викопний рід голонасінних рослин вимерлого порядку бенетитів (Bennettitales) з надкласу саговникоподібних (Cycadophyta), що існував впродовж юрського та крейдового періоду. Скам'янілості представників роду знайдені в США, Англії, Швеції, Румунії, Росії, Казахстані, Туркменістані та Узбекистані.

## Види
- Williamsoniella buracovae
- Williamsoniella coronata
- Williamsoniella karataviensis
- Williamsoniella lignieri
- Williamsoniella minima
- Williamsoniella papillosa
- Williamsoniella sibirica
- Williamsoniella valdensis